# Piper loretoanum
Piper loretoanum är en pepparväxtart som beskrevs av William Trelease. Piper loretoanum ingår i släktet Piper och familjen pepparväxter. Inga underarter finns listade i Catalogue of Life.